# 기장철마 나들목
기장철마 나들목(Gijang-Cheolma IC)은 부산광역시 기장군 철마면 와여리에 설치된 부산외곽순환고속도로의 9번 교차로이다. 2017년 12월 28일에 개통되었다. 정관산업로 중리 교차로에 입체 교차로를 설치해 고속도로와 연결된다.

## 역사
- 2004년 8월 26일 : 부산광역시 도시계획시설 교통광장에 철마면 백길리 일원을 중리 교차로로 고시[1]
- 2011년 7월 6일 : 나들목 신설을 위해 부산광역시 기장군 도시계획시설 교통광장에 철마면 백길리 일원을 변경[2]
- 2017년 12월 28일 : 부산외곽순환고속도로 노포 ~ 기장 구간 개통과 함께 기장철마 나들목으로 통행 개시[3]

## 구조물 정보
부산외곽순환고속도로와 연결된 교차로와 정관산업로와 연결된 교차로 모두 입체 교차로 형태로 되어 있다. 고속도로 본선과 연결된 입체 교차로는 진입로와 진출로가 분리된 Y자형 구조이나, 정관산업로와 연결된 입체 교차로는 트럼펫형 구조로 되어 있다. 정관산업로와 연결된 입체 교차로는 본래 곰내길과 연결된 중리 교차로 부지에 설치된 것인데 곰내길에서는 이 입체 교차로로 진·출입을 할 수 없다.
- 위치 : 부산광역시 기장군 철마면 와여리, 백길리
- 영업소 : 부산광역시 기장군 철마면 백길리 29

## 접속하는 도로
- 부산광역시도 제81호선 (정관산업로)

## 교통량 정보
| 요금소            | 통행량 (대/일) | 통행량 (대/일) | 통행량 (대/일) | 각주  |
| 요금소            | 2017년         | 2018년         | 2019년         | 각주  |
| ----------------- | -------------- | -------------- | -------------- | ----- |
| 기장철마 (폐쇄식) | 3,540          | 8,917          | 10,782         | [ 4 ] |